# Anna Gramatyka-Ostrowska
 Anna Gramatyka-Ostrowska (ur. 2 stycznia 1882 w Krakowie, zm. 25 czerwca 1958 w Zakopanem) – polska malarka i graficzka.

## Życiorys
Była córką Antoniego Gramatyki, malarza, i Izabeli Popieleckiej. Studiowała w Szkole Sztuk Pięknych dla Kobiet Toli Certowiczówny w Krakowie, następnie w Académie Julian oraz do 1904 w École des Beaux-Art w Paryżu pod kierunkiem Jean-Paul Laurensa. W 1900 zadebiutowała na wystawie Towarzystwa Przyjaciół Sztuk Pięknych w Krakowie, swoje prace wystawiała tam do 1917. Po powrocie z zagranicy mieszkała w Krakowie w latach 1912–1919 oraz 1921–1924 nauczając rysunku na Wyższych Kursach dla Kobiet im. Adriana Baranieckiego. Brała udział w wystawach Towarzystwa Polska Sztuka Stosowana. Jej drugim mężem był Antoni Ambrożewicz (zm. 1930), krytyk i eseista. Oboje chorowali na płuca i w połowie lat 20. przenieśli się z Krakowa do Zakopanego, gdzie Anna projektowała wzory kilimów dla Stowarzyszenia Kilim w Zakopanem.
Anna Gramatyka-Ostrowska malowała głównie pejzaże i portrety, zajmowała się grafiką użytkową (afisze, znaki drukarskie, kartki pocztowe, kalendarze), tworzyła graficzną oprawę czasopism (w 1908 „Polski Poradnik Graficzny”, w 1919 „Maski”). Zajmowała się ilustratorstwem i scenografią, między innymi ilustrowała książki dla dzieci, a także zaprojektowała dekoracje do wystawianych w Krakowie około 1919 roku sztuk „Zemsta Kasznura” Zofii Rogoszówny czy też „Krąg interesów” Jacinto Benavente. Projektowała witraże np. w kamienicy przy ulicy Szpitalnej 38 w Krakowie oraz plafon w willi lwowskiego architekta Stanisława Ulejskiego.

## Galeria

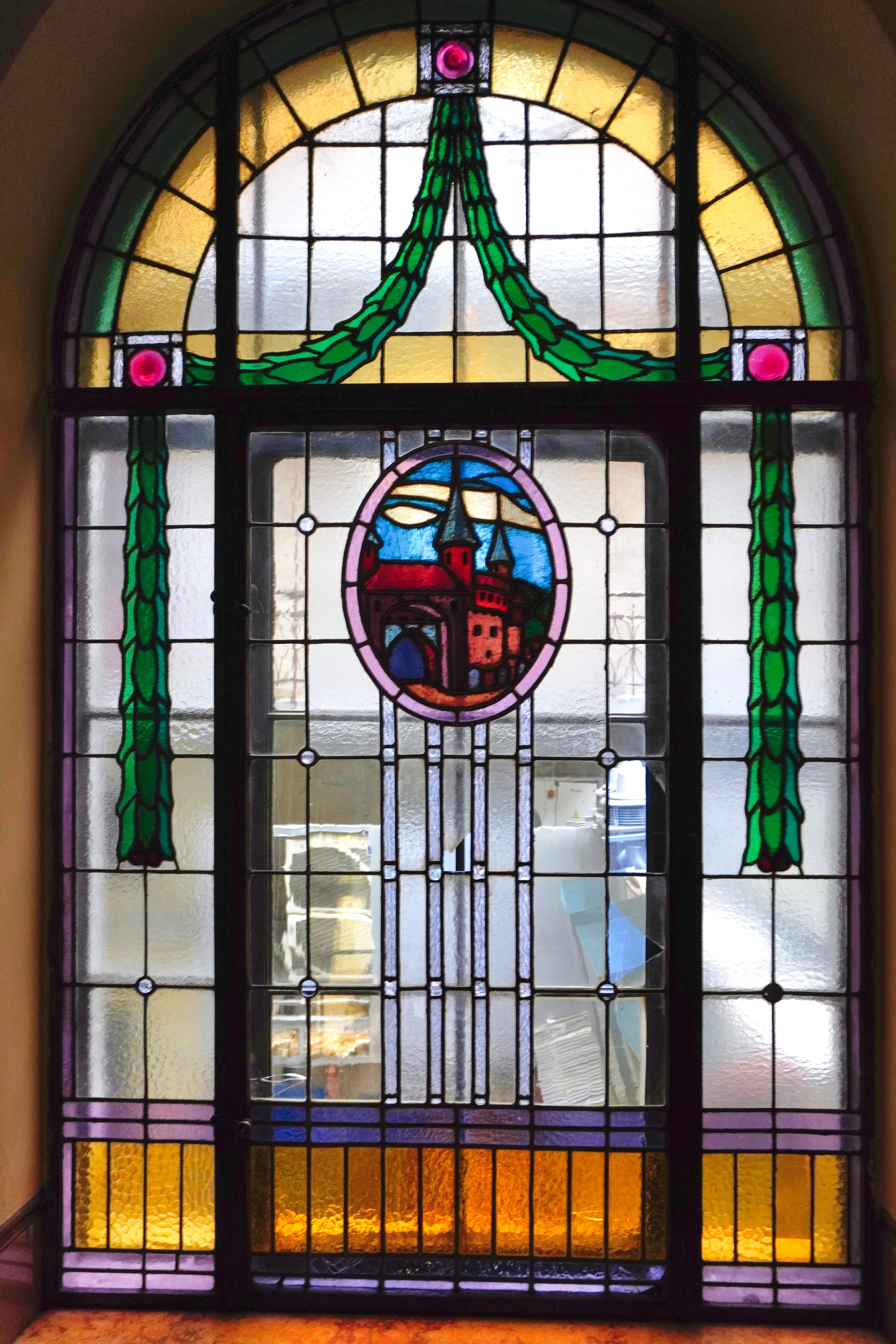
Witraż z medalionem z motywem Barbakanu (1912), Kraków, Kamienica Kennerów, ul. Szpitalna 38, I półpiętro
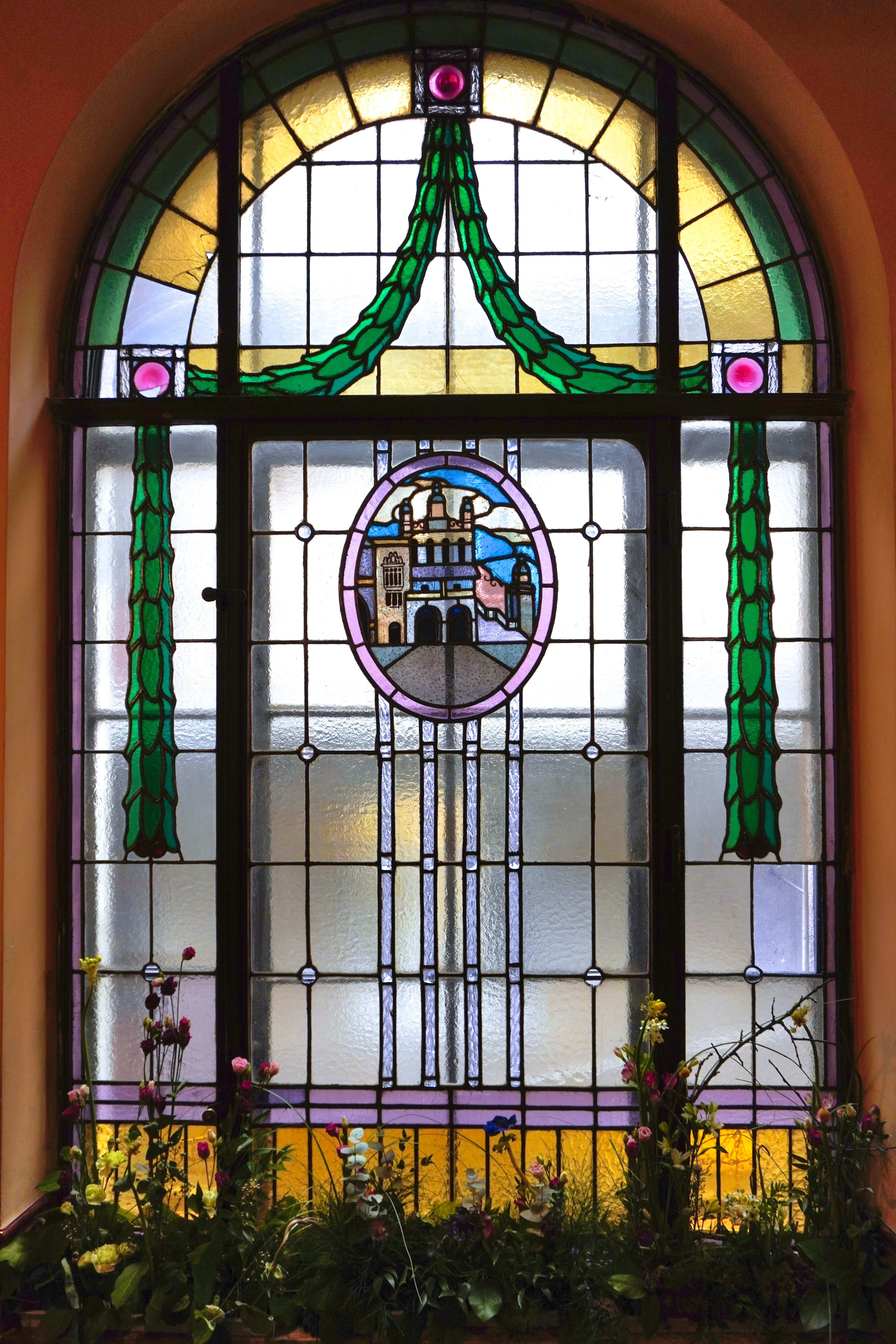
Witraż z medalionem z motywem Sukiennic (1912), Kraków, Kamienica Kennerów, ul. Szpitalna 38, II półpiętro
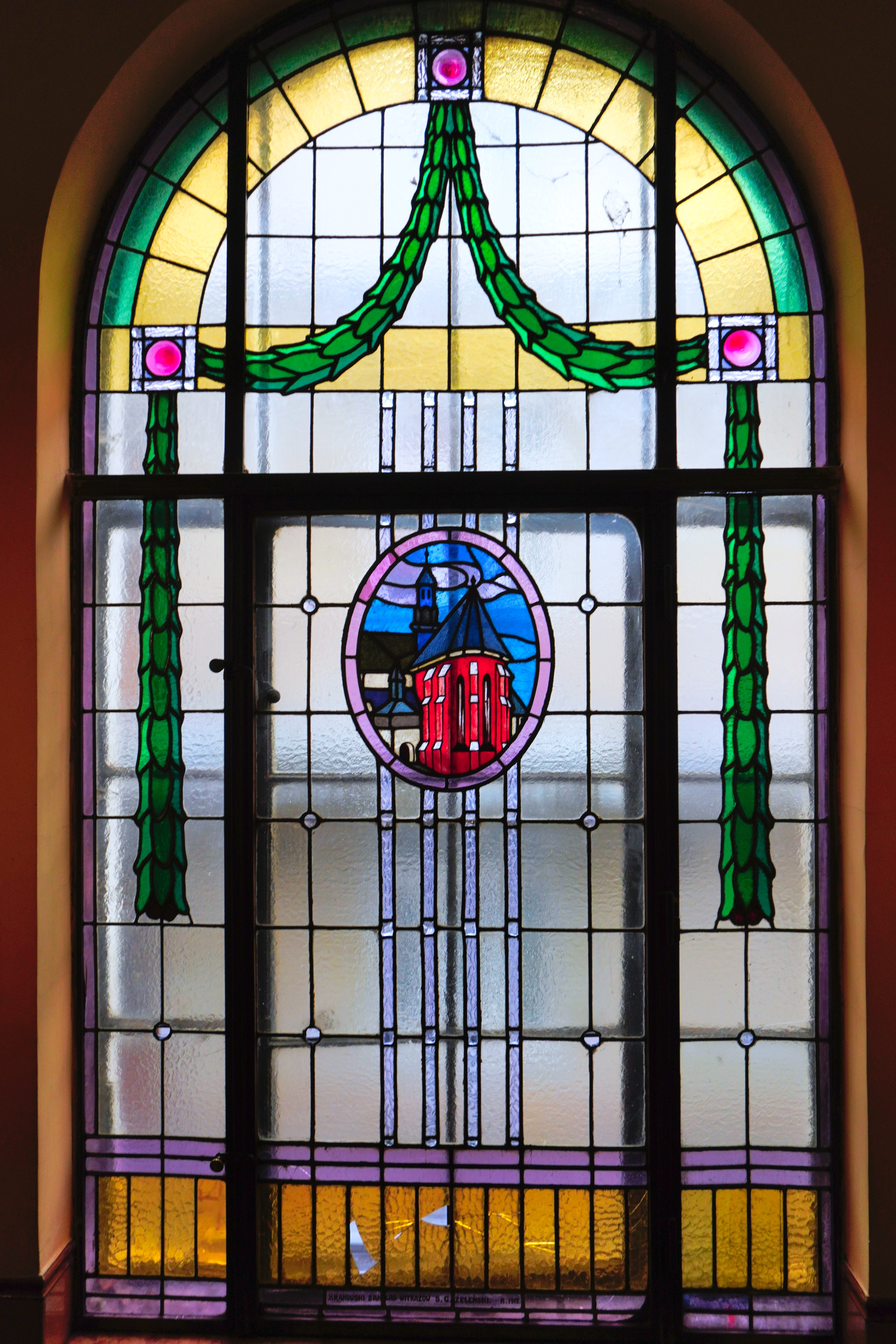
Witraż z medalionem z motywem Bazyliki św. Franciszka z Asyżu (1912), Kraków, Kamienica Kennerów, ul. Szpitalna 38, III półpiętro